# Panoramio
Panoramio是一个已經結束營運的多语言地理位置摄影分享网站，其运营总部位于瑞士苏黎世的Google的办公楼内。
在Panoramio，使用者可以上传包含地理位置的照片，这些照片会在每個月的月底展示在Google地球和Google地图上。Panoramio的宗旨是让Google地球的用户凭借观看其他用户的摄影作品而加深对特定区域的了解。
Panoramio於2016年11月4日結束營運，在Google Earth則可以存取Panoramio的相片至2018年1月。現在仍可通过圖片網址直接存取Panoramio的相片。

## 历史

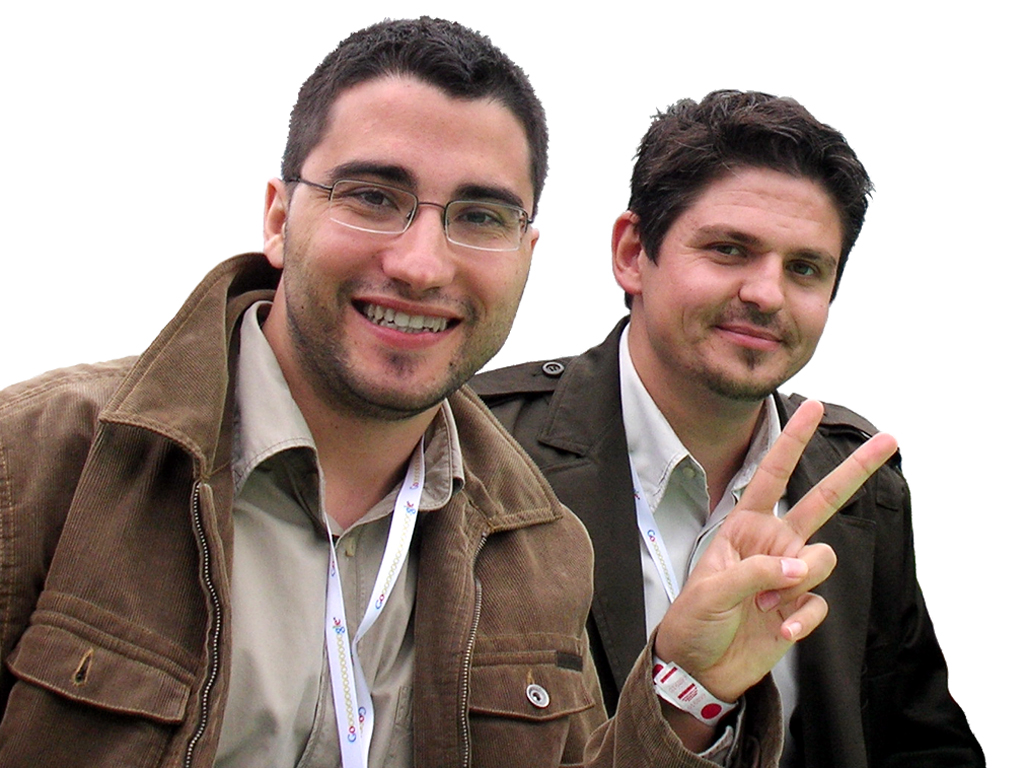
Panoramio的創辦者華金·昆卡·阿貝拉（左）和愛德華多·曼瓊·阿吉拉爾

2005年的夏天，两位西班牙企业家华金·昆卡·阿贝拉和爱德华多·曼琼·阿吉拉尔创立了Panoramio，不过正式发布时间则在2005年10月3日。至2007年3月19日，用户所提交的摄影作品数量超过了100万件；3个月后，即2007年6月27日，已有共约200万張照片被上传；4个月后的10月25日，这个数字攀升到了500万。截至2015年12月25日，Panoramio照片上传数量超过了1.26亿。
2007年5月30日，Google宣布其抱有收购Panoramio的意向，这个计划最终在該年7月实现，两位创始人則分别在2010年1月和5月离去。
2014年9月16日，Google宣布打算关闭Panoramio，並将其并入Google街景服务。并入期间，“评论”、“最喜欢的照片”、“小组”等功能将取消。9月23日，Panoramio发起人阿贝拉、康德、阿吉拉尔提出诉求「Google：请继续保持Panoramio」（Google: Keep The Panoramio Community Alive），请Panoramio用户签名連署。這項抗议和请求，迅速成为国际媒体的焦點。
2015年6月2日，Google宣布将继续保留Panoramio直至推出更佳的方案。
2016年10月8日，Google推出相片上傳工具以及在地嚮導。Google正式宣佈于2016年11月4日停止Panoramio服務，預定2017年11月完全關閉Panoramio服務。

## 特色
用户上传的照片，都可以通过网站内置的功能实现地理定位，从而能在收录后展示与Google地球和Google地图相应的地理位置中。
Panoramio要求用户使用标签（元数据的一种形式）来组织相片，这样搜索者可以通过某个特定的关键词，例如地名或题材，来找到相应的作品。Panoramio也是较早采用标签云的网站。目前，上传的摄影作品以约每20天增加100万的数字增长。用户还可以创建或加入群组，并将自己的作品也添加进群组内。

## 外部連結
- Panoramio.com